# Supercazzola

Un fotogramma di Amici miei (1975) di Mario Monicelli. In questa sequenza il conte Mascetti (Ugo Tognazzi) usa la supercazzola con il vigile Paolini (Mario Scarpetta).

Il termine supercàzzola (storpiatura dell'originale supercàzzora) è un neologismo (entrato nell'uso comune dal cinema) metasemantico, che indica un nonsenso, una frase priva di senso logico e che non comunica nulla, composta da un insieme casuale di parole sia reali che inesistenti, esposta in modo ingannevolmente veloce, forbito e sicuro a interlocutori che si intende prendere in giro, i quali, pur non capendo, alla fine la accettano come corretta. Nel 2015 la definizione di supercazzola è stata inserita nel vocabolario Zingarelli.
L'invenzione della supercazzola viene attribuita a Corrado Lojacono, ancora prima che la "parola d'autore" fosse ripresa e resa famosa dai film della trilogia di Amici miei, usciti tra il 1975 ed il 1985 e diretti da Mario Monicelli e Nanni Loy, che raccontano le vicende di un gruppo di amici cinquantenni di Firenze che sfogano le loro preoccupazioni con scherzi a danno del prossimo. Nelle pellicole è quasi esclusivamente Ugo Tognazzi, nei panni del conte Raffaello "Lello" Mascetti, a far uso della supercazzola.
Il termine "supercazzola" viene eletto a definizione di questa tecnica a seguito di una scena in cui una burla di questo tipo del conte Lello Mascetti viene "rovinata" dall'intromissione del personaggio del barista Guido Necchi (Duilio Del Prete), che Mascetti apostrofa dicendo:

## Origine
La prima scena con una supercazzola, nella trilogia, ha luogo nel primo film, Amici miei (uscito nel 1975 con la regia di Mario Monicelli), quando il vigile Paolini intende multare l'architetto Rambaldo Melandri (Gastone Moschin) ed il giornalista Giorgio Perozzi (Philippe Noiret) perché fanno rumore con il clacson, con Mascetti sopraggiunto nel frattempo, e recita:
Vigile: Prego?

Mascetti: No, mi permetta. No, io... scusi, noi siamo in quattro... come se fosse antani anche per lei soltanto in due, oppure in quattro anche scribài con cofandina? Come antifurto, per esempio?

Vigile: Ma che antifurto, mi faccia il piacere! Questi signori qui stavano sonando loro, 'un s'intrometta!

Mascetti: Ma no, aspetti, mi porga l'indice. Ecco, lo alzi così, guardi, guardi, guardi... lo vede il dito? Lo vede che stuzzica? E prematura anche! Ma allora io le potrei dire, anche con il rispetto per l'autorità, che anche soltanto le due cose come vicesindaco, capisce?

Vigile: Vicesindaco? Basta 'osì, mi seguano al commissariato, prego!

Perozzi: No, no, no, attenzione! No! Pàstene soppaltate secondo l'articolo 12, abbia pazienza, sennò... posterdàti, per due, anche un pochino antani in prefettura...

Mascetti: Senza contare che la supercazzola prematurata ha perso i contatti col tarapìa tapiòco!

Perozzi: Dopo!»
Ecco un altro esempio di supercazzola, sempre fatta dal Mascetti, che in questa scena sospetta di essere tradito dalla sua giovanissima amante Titti e la insegue in un hotel, dove la troverà a letto con un'altra ragazza:
Mascetti: Antani, come se fosse Antani, anche per il direttore, la supercazzola con scappellamento.

Dipendente dell'albergo: Come?

Mascetti: A destra, per due.»
Il linguaggio verbale che sfocia nella supercazzola potrebbe essere derivato, stando a una testimonianza del regista Mario Monicelli, da una trovata dello scrittore e cabarettista Marcello Casco, che era solito farsi beffe del potere costituito, rappresentato da vigili urbani, soldati o carabinieri, intavolando conversazioni senza senso che duravano anche diversi minuti, dalle quali gli sceneggiatori di Amici miei potrebbero aver preso spunto. A tale riguardo, nonostante nel film ne faccia uso soprattutto il conte Mascetti, si segnala la scena conclusiva di Amici miei, in cui Perozzi, durante la confessione in punto di morte, parlando al sacerdote con lo stesso linguaggio incomprensibile, esalta anche con fare iconoclasta questa pratica verbale finalizzata a deridere la persona con cui si parla.

## Dubbi sull'ortografia
Il termine viene citato sia con la "r" sia, più frequentemente, con la "l". La velocità con cui Tognazzi recita le battute nei film non consente di distinguere chiaramente le singole sillabe, come per altre parole (per esempio "prematurata", a volte citato anche come "brematurata").
La dizione corretta della parola tuttavia sembra essere «supercazzora»: nel libro Amici miei (Rizzoli 1976), omonimo alla pellicola e scritto dagli stessi autori della sceneggiatura (Leonardo Benvenuti, Piero De Bernardi e Tullio Pinelli), sono usati i termini «supercazzora» e «brematurata», e in Amici miei - Atto IIIº il Melandri riceve dal Mascetti una videocassetta che inizia con una schermata recitante: «La Supercazzora 69 presenta».

## Antecedenti storici
Una testimonianza di un paradigma espressivo quasi simile si può trovare nel Decameron di Giovanni Boccaccio (terza giornata, novella ottava), in cui si legge:
- O quanto siam noi di lungi dalle nostre contrade?

- Ohioh! - disse il monaco - sevvi di lungi delle miglia più di ben la cacheremo.

- Gnaffe! cotesto è bene assai; - disse Ferondo»
e ancora (ottava giornata, novella terza):
- Fostivi tu mai?

A cui Maso rispose:

- Di' tu se io vi fu' mai? Sì, vi sono stato così una volta, come mille.

Disse allora Calandrino:

- E quante miglia ci ha?

Maso rispose:

- Haccene più di millanta, che tutta notte canta.»
In entrambi i casi, lo scopo è, evidentemente, di confondere e gabbare il malcapitato interlocutore.
Un artificio analogo si trova nella Disputa tra il Signor de' Baciaculi e il Signor de' Fiutapeti che compare nel Pantagruel, monumentale romanzo pubblicato nel 1532 da François Rabelais. La disputa consiste in due discorsi senza senso ma dalla forma tipica delle orazioni giuridiche, come pure la sentenza con cui viene risolta dal protagonista. Nei suoi sperimentalismi, Rabelais è forse alla fonte di molti altri arguti giochi con le parole.
Un antecedente storico più recente è nei Viaggi di Gulliver (Gulliver's Travels, 1735) in cui l'autore, Jonathan Swift, per burlarsi dell'abuso dei termini marinareschi incomprensibili alla maggior parte dei lettori dei racconti di avventure, inserisce nel primo capitolo della seconda parte un'intera pagina di parole tratte dal linguaggio dei marinai e dei costruttori navali del tutto priva di significato per gran parte dei lettori.
Nell'opera Don Giovanni di Wolfgang Amadeus Mozart (1787, libretto di Lorenzo Da Ponte) il servo Leporello, imbarazzatissimo, deve rivelare a una delle vittime del suo padrone la realtà del suo agire di seduttore senza sentimenti, ed esordisce con: "Madama... veramente... in questo mondo / Conciòssiacosaquandofosseché... / Il quadro non è tondo..." (Atto Primo, Scena quinta).
In tutti questi casi le parole sono usate per farsi beffe dell'interlocutore. Ci sono poi numerosi esempi di testi insensati che potrebbero essere supercazzole se usati nella situazione opportuna e con intento sbeffeggiatore, ma che di per sé sembrano perseguire altre funzioni, ad esempio una ricerca dell'assurdo dichiarata esplicitamente in partenza. Sono per così dire supercazzole in potenza. La letteratura nonsense, fenomeno della cultura inglese dalla fine del XVII a tutto il XIX secolo, ne ha fornito molti esempi, come pure il movimento surrealista, attivo in molti Paesi nei due secoli passati, e la tecnica poetica della metasemantica, usata in Italia dal poeta Fosco Maraini alla fine del XX secolo.